# Novellano
Novellano  ist ein Ortsteil von Villa Minozzo in der italienischen Provinz Reggio Emilia in der Emilia-Romagna etwa 45 Kilometer südsüdwestlich von Reggio Emilia im Apennin. 

## Lage
Novallano liegt am nordöstlichen Hang des Monte Cusna, im Herzen des Asta-Tals. Es ist 7 km von Villa Minozzo entfernt. Die Siedlung liegt direkt unter dem Monte Penna, am linken Ufer des Rio Teggia. 2023 gab es dort 23 Einwohner.

## Geschichte
Die Kirche San Giacomo wird um 1425 als Filialkirche der Pfarrei Toano erwähnt. Der Überlieferung nach befand sich in der Villa eine Burg, deren Spuren in antiken Mauerstrukturen südlich des Weilers zu sehen sind und die noch immer denselben Namen trägt.
Der Weiler war in der Vergangenheit wahrscheinlich von einem Verteidigungswall umgeben, wovon einige schmale lineare Gebäudefassaden zeugen, die den östlichen Ortsrand umgeben. Bemerkenswert ist eine Unterführung mit einem runden Steinbogen, der die Jahreszahl 1581 trägt. Im Inneren desselben Gebäudes befindet sich ein Sandsteinportal aus dem 16. Jahrhundert mit quadratischem Gesims und einem Architrav mit Flachrelief und dem Symbol der Raute. In einem Hinterhausgebäude ist der Sims eines mit Ovulen verzierten Fensters aus dem 16. Jahrhundert erhalten.
Novellano zeichnet sich durch zahlreiche weitere Gebäude von landschaftsprägendem und stilistischem Wert aus, die im Allgemeinen der zweiten Hälfte des 19. Jahrhunderts zuzuordnen sind.

### Erster Weltkrieg

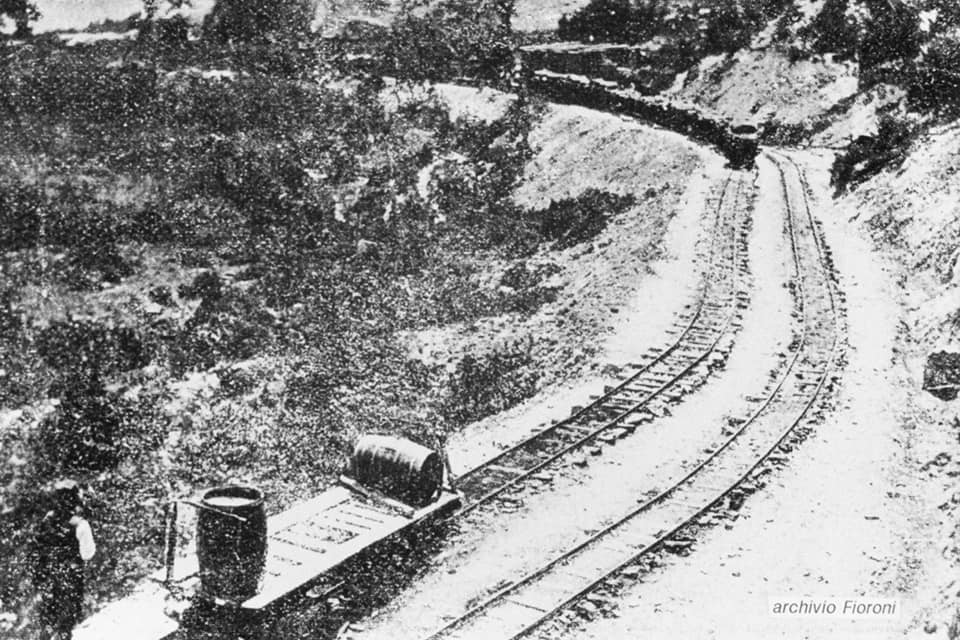
Ausweiche der Waldbahn Quara–Febbio bei Novellano

Während des Ersten Weltkriegs gab es in Novellano eine zweigleisige Kreuzungs- und Ausweichstelle der schmalspurigen Waldbahn Quara–Febbio mit der von etwa tausend österreich-ungarischen Kriegsgefangenen geschlagenes Brennholz aus den umliegenden Wäldern zu einer Standseilbahn und Flößerrinne bei Gova und bei der Königlichen Marine begehrte Langholz zum Straßentransport nach Quara gebracht wurde.